# Asesinato de Ahmad Abu Murkhiyeh
El asesinato de Ahmad Abu Murkhiyeh fue un presunto crimen de odio anti-LGBT que tuvo como víctima a Ahmad Abu Murkhiyeh (1996/1997–2022), un palestino de Hebrón. Su cuerpo decapitado fue descubierto cerca de su casa de infancia. 

## Asilo en Israel
Abu Murkhiyeh nació en Hebrón, Cisjordania. Temía por su vida debido a su orientación sexual, estigmatizada en los territorios palestinos. Cortó contacto con su familia en Hebrón tras años de maltrato. Huyó a Israel en 2020.
Abu Murkhiyeh pidió asilo en Israel en 2020 donde se le concedió un permiso humanitario. 
En Israel contó con el apoyo de organizaciones LGBT. Solicitó asilo con éxito en Canadá, donde se reasentaría a finales de 2022. Israel no le concedió estatus como refugiado y como tal se enfrentó a restricciones, como la prohibición de empleo. En junio de 2022 se cambió la ley de asilo para otorgar permisos de trabajo a palestinos huyendo de violencia LGBT.

## Muerte
El 6 de octubre de 2022, encontraron el cuerpo decapitado de Abu Murkhiyeh cerca de su casa de infancia en Hebrón. Su asesinato y decapitacion fueron grabados y compartido en redes sociales por el presunto asesino. El motivo del asesinato está bajo investigación. Un palestino conocido de Abu Murkhiyeh fue arrestado como sospechoso.

## Reacciones
El asesinato chocante y el  intercambio de imágenes en  redes sociales generaron una amplia cobertura mediática y atención pública, así como discusiones sobre la inseguridad de las personas LGBTQ en la sociedad palestina.